# Clypeomorus batillariaeformis
Clypeomorus batillariaeformis là một loài ốc biển, là động vật thân mềm chân bụng sống ở biển thuộc họ Cerithiidae.

## Miêu tả
Loài này có kích thước giữa 8 mm và 30 mm

## Phân bố
The distribution của Cerithium moniliferum bao gồms hải vực Ấn Độ Dương-Tây Thái Bình Dương. dọc theo Nhật Bản, the Solomons, quần đảo Fiji, Heron Island, Úc, Indonesia và Philippines; ở Ấn Độ Dương dọc theo Madagascar aznd vùng bể Mascarene và in Biển Đỏ